# Cyanea dolichopoda
Cyanea dolichopoda är en klockväxtart som beskrevs av Thomas G. Lammers och David H. Lorence. Cyanea dolichopoda ingår i släktet Cyanea, och familjen klockväxter. Inga underarter finns listade i Catalogue of Life.